# Mookerheide
De Mookerheide is een bos- en heidegebied ten oosten van Mook in de gemeente Mook en Middelaar in het noorden van de Nederlandse provincie Limburg. De heide en de omgeving van Mook waren zowel in de Tachtigjarige Oorlog als in de Tweede Wereldoorlog het toneel van krijgsgeweld. Bij de gevechten vielen veel slachtoffers. Het natuurgebied is sinds 1985 in beheer bij Natuurmonumenten.

## Geschiedenis
Tijdens de Tachtigjarige Oorlog tegen de koning van Spanje vond op de Mookerheide in 1574 de Slag op de Mookerheide plaats. Lodewijk van Nassau en Hendrik van Nassau, twee jongere broers van Willem van Oranje, sneuvelden. Het bosgebied tussen Nijmegen en Mook bestond eerder uit heide, die in zijn geheel de Mookerheide werd genoemd. De slag vond daadwerkelijk niet plaats bij het huidige grootste resterende heidegebied bij Bisselt, maar aan de noordkant van de dorpskern van Mook, tussen de Maas en de Bovensteweg. Daarbij vonden enige duizenden Nederlandse soldaten de dood. Van degenen die in zuidelijke richting vluchtten, zijn er velen in de moerasgebieden ten zuiden van Mook omgekomen. Ter hoogte van Molenhoek is het verdedigingswerk de Heumense Schans nog terug te zien in het landschap.
Frederik Hendrik van Oranje verzamelde zijn troepen op de Mookerheide in 1629, om van daaruit te vertrekken naar 's-Hertogenbosch. Een paar dagen na zijn vertrek van de heide begon hij het Beleg van 's-Hertogenbosch. Na 1639 werd de Mookerschans aangelegd. Eind 17e eeuw liet Willem III van Oranje zijn leger op de Mookerheide oefenen. 
In de Tweede Wereldoorlog is in 1944 op de heide flink gevochten. In het gebied zijn kraters achtergebleven van bominslagen. Op 17 september 1944 landde vlak in de buurt het deel van de 82e Amerikaanse luchtlandingsdivisie in het kader van Operatie Market Garden. In februari 1945 gebruikte de Britse 21e legergroep onder bevel van Bernard Montgomery deze omgeving als uitvalsbasis voor Operatie Veritable om via het aangrenzende Reichswald door te stoten naar de Rijn.

## Natuur
Het gebied ligt op een stuwwal die is ontstaan in het Saalien en die onder meer tijdens het Weichselien en door een voormalige bedding van de Rijn (nu het dal van de Niers) haar huidige karakter heeft verkregen. Op de uitkijktoren van de Mookerschans is een deel van de heide te overzien.  Aan de noordzijde van de Mookerheide bezit Natuurmonumenten een gebied van 235 hectare met het landgoed Mookerheide en het uit 1904 daterende Jachtslot de Mookerheide. Er is een parkbos en er zijn moes-, pluk- en kruidentuinen. In 2019 werden veel bomen verwijderd voor het inrichten van een natuurbegraafplaats. Een groot deel van de historische heide is veranderd in bosgebied. Vergrassing bedreigt de resterende heide, dit wordt tegengegaan door het er te laten begrazen van Schotse hooglanders. Het grootste overgebleven heidegebied ligt ten zuiden van het dorp Mook, nabij de buurtschap Bisselt. Verschillende heidegebieden worden met elkaar verbonden om zo het biotoop voor dieren als gladde slang, hazelworm en zandhagedis te verbeteren.

## Infrastructuur
Door het bosgebied loopt de Maaslijn, de spoorlijn van Nijmegen naar Blerick. In het bosgebied is ook de aftakking van de ongebruikte spoorlijn van Nijmegen naar Kleef. 

## Sport
Het Zweefvliegveld Malden ligt in het gebied. 

## Fotogalerij

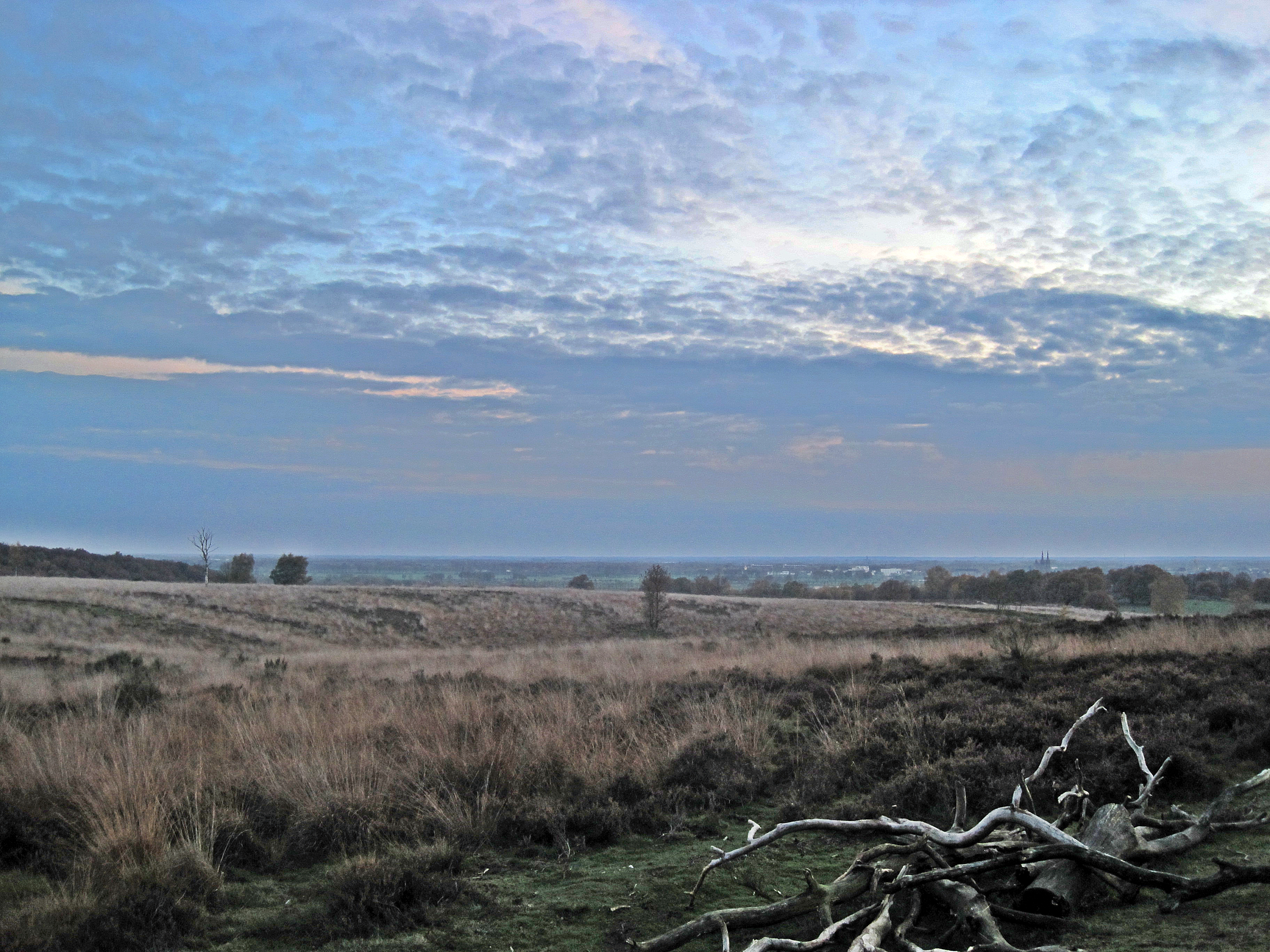
Mookerheide bij Molenhoek
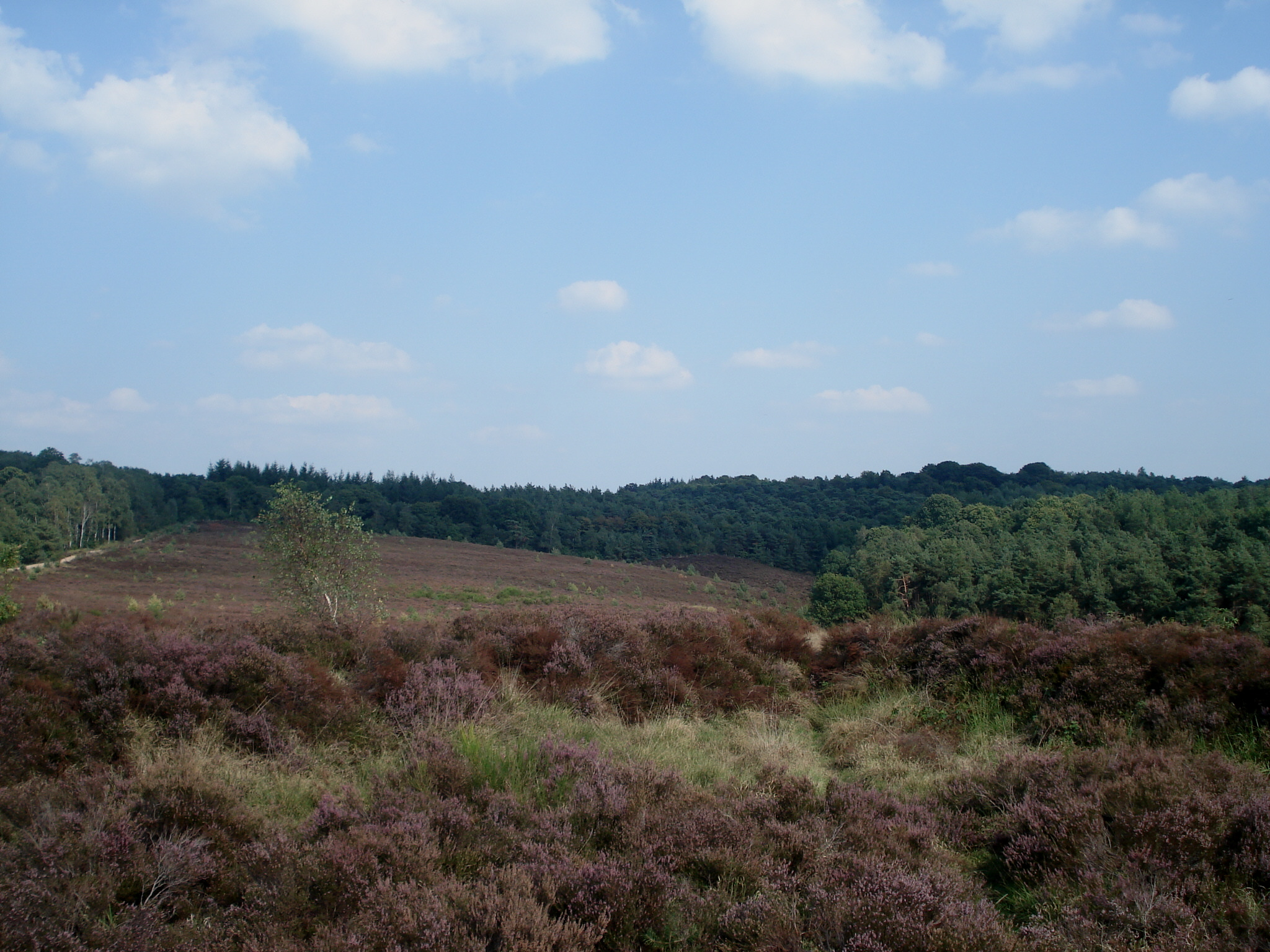
Mookerheide bij Molenhoek
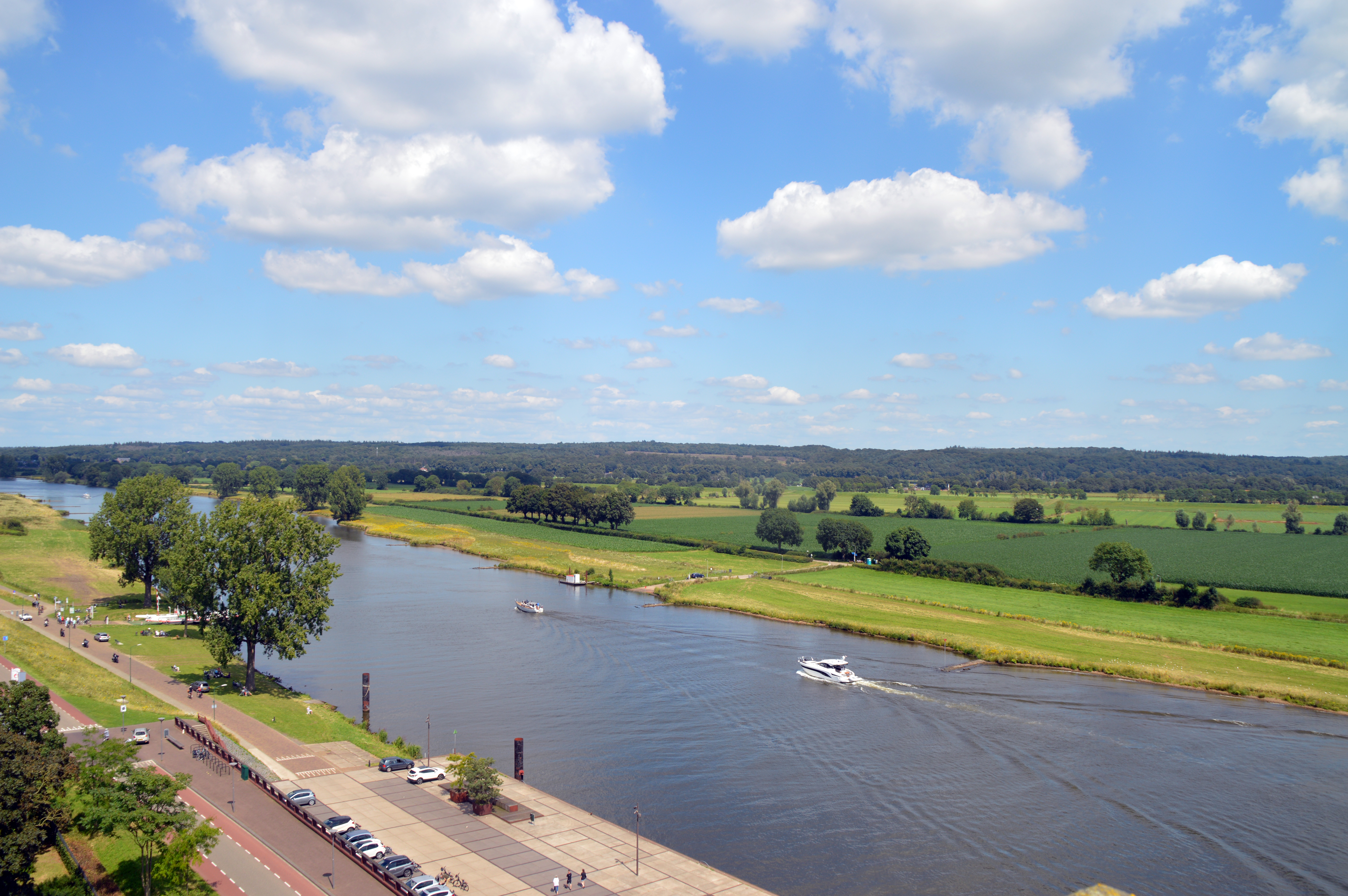
Mookerheide en de Sint Jansberg. Gezien vanuit Cuijk
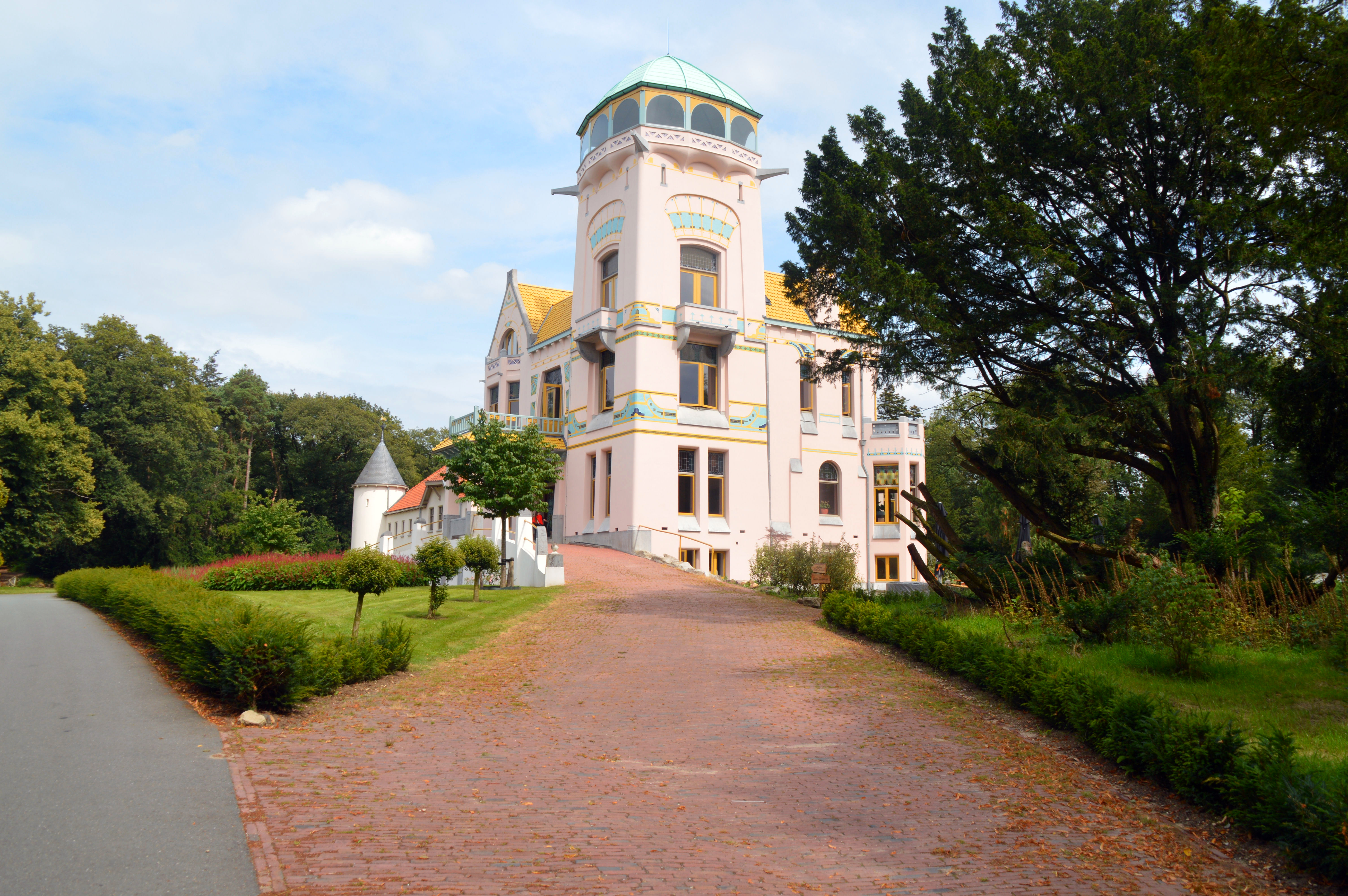
Jachtslot Mookerheide
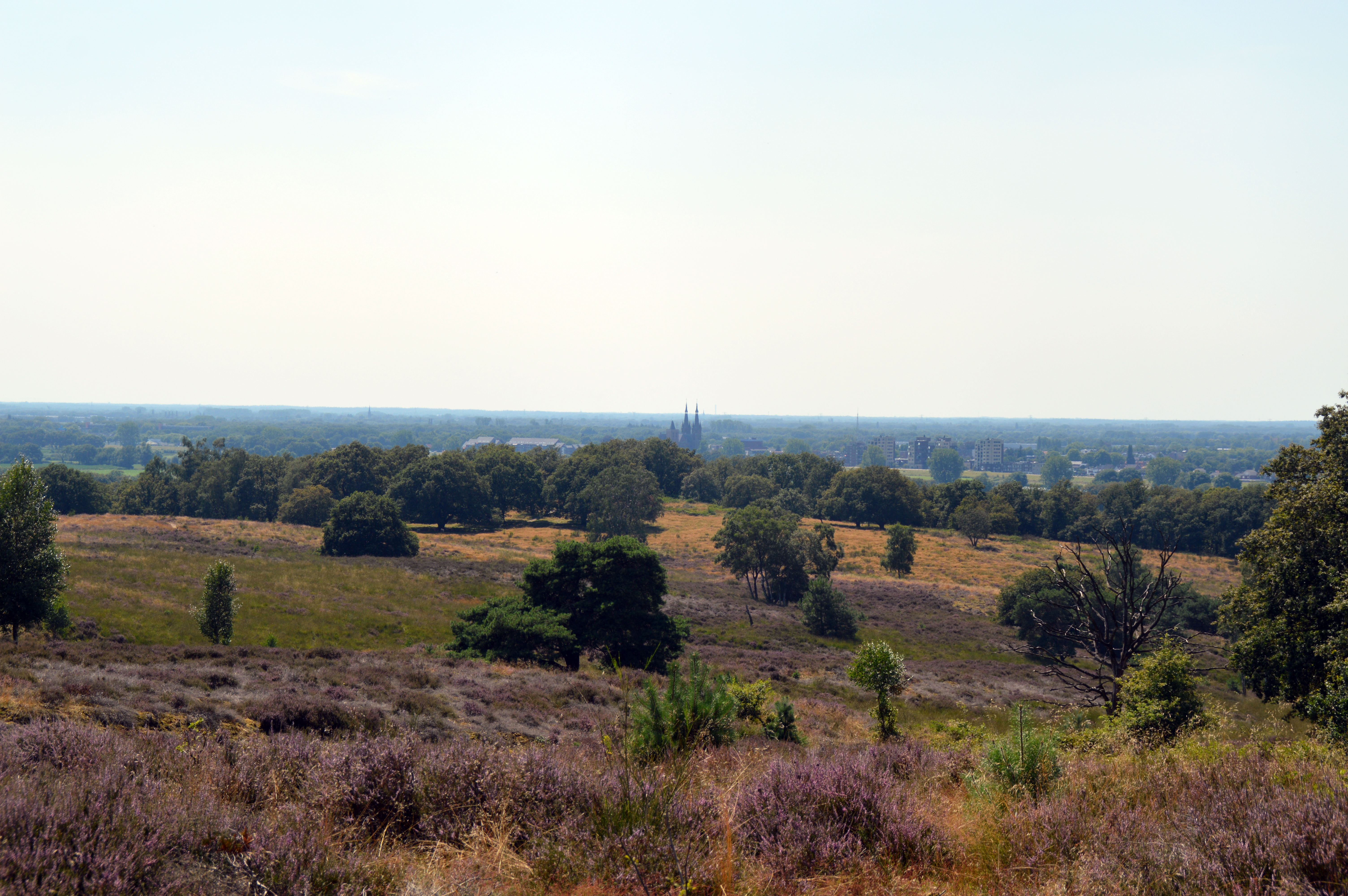
Mookerheide met uitzicht vanaf de stuwwal op Cuijk